# Dorcadion subatritarse
Dorcadion subatritarse là một loài bọ cánh cứng trong họ Cerambycidae.